# Desa Kesamben (administrativ by i Indonesien, lat -7,47, long 112,33)
Desa Kesamben är en administrativ by i Indonesien.   Den ligger i provinsen Jawa Timur, i den västra delen av landet, 600 km öster om huvudstaden Jakarta.